# Zgromadzenie Sióstr Kanoniczek Ducha Świętego de Saxia
Zgromadzenie Sióstr Kanoniczek Ducha Świętego de Saxia (łac. Congregatio Sororum Canonissarum Spiritus Sancti de Saxia) – żeńska gałąź Zakonu Ducha Świętego założonego przez Gwidona z Montpellier, a zatwierdzonego przez papieża Innocentego III w 1198; zakonnice popularnie nazywane są kanoniczkami lub duchaczkami.

## Historia

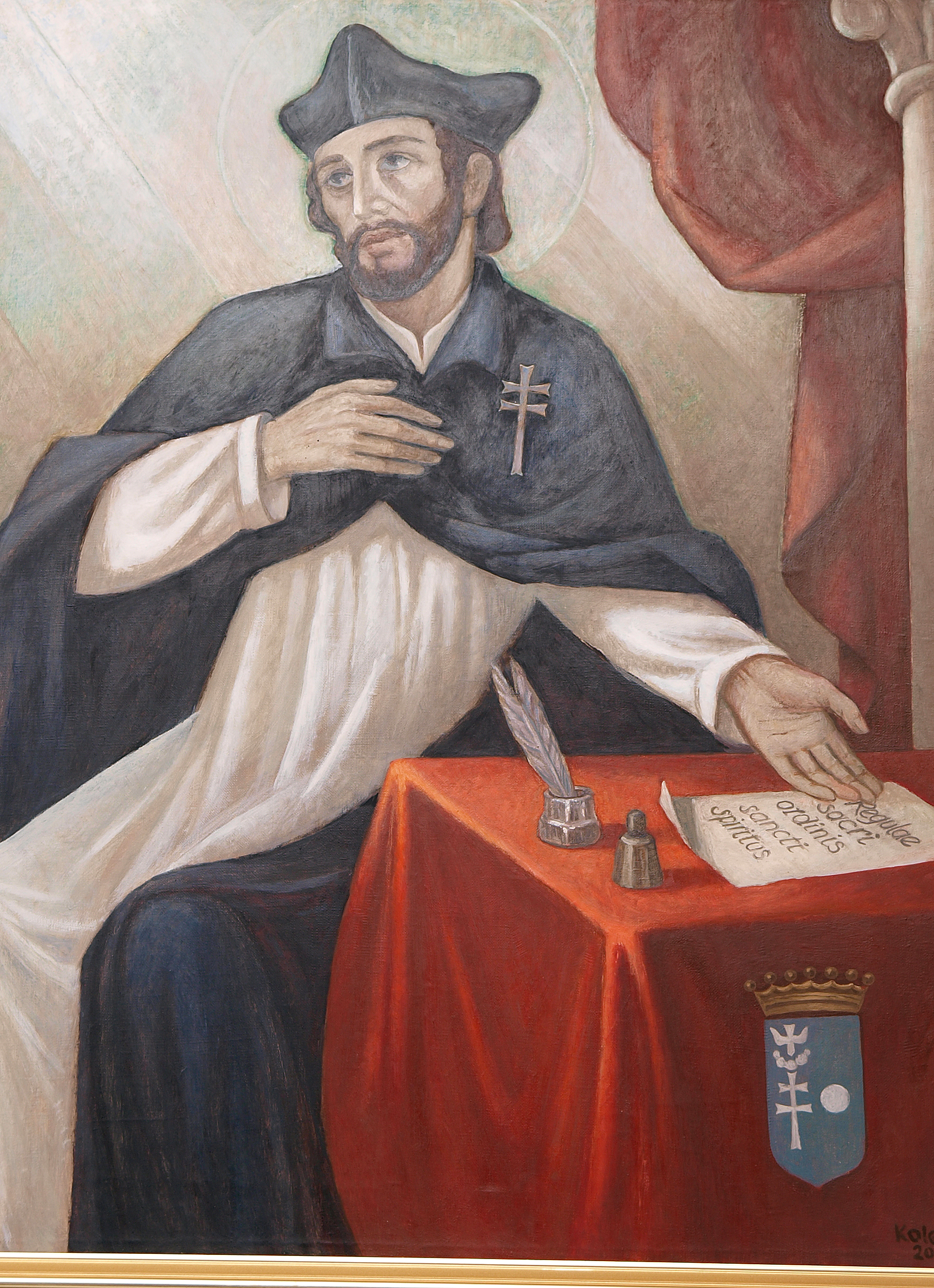
Gwidon z Montpellier, założyciel zakonu

Założyciel zgromadzenia urodził się w drugiej połowie XII wieku w bogatej rodzinie szlacheckiej Guillemów, w posiadaniu której od dwóch wieków było miasto Montpellier. Gwidon był najmłodszym synem spośród dziesięciorga dzieci Guillema VII, księcia Montpellier i Matyldy, hrabiny z Burgundii.
Powołaniem Gwidona była służba chorym i ubogim. Za odziedziczony majątek wybudował około roku 1180 szpital na przedmieściu Montpellier. Widział biedę ówczesnego świata i dlatego gromadził w nim porzucone dzieci, kobiety oczekujące dziecka, chorych, ubogich, pielgrzymów. Wszystkim sam osobiście posługiwał. Zgromadził wokół siebie naśladowców, którzy dali początek nowemu zakonowi. Dzieło swe Gwidon oddał w opiekę Duchowi Świętemu.
W 1198 r. zakon został zatwierdzony przez papieża Innocentego III.
Do Polski zakonnicy Ducha Świętego zostali sprowadzeni w 1220 r. przez biskupa Iwona Odrowąża. Początkowo założyli szpital w Prądniku k. Krakowa. W 1244 r. biskup Jan Prandota przeniósł szpital do Krakowa. W 1741 r. prowincja polska została wyjęta spod władzy generała rzymskiego, a linia żeńska w Polsce otrzymała autonomię, przyjmując nazwę „Siostry kanoniczki Ducha Świętego de Saxia”. Siostry rozpoczęły wówczas samodzielną działalność charytatywną służąc chorym, ubogim i wychowując dzieci.
W okresie międzywojennym duchaczki prowadziły gimnazja i szkoły zawodowe dla dziewcząt, internaty i szkoły powszechne oraz przedszkola.

## Charyzmat
Aktualnie w Polsce siostry kanoniczki Ducha Świętego de Saxia realizują charyzmat miłości miłosiernej w posłudze chorym w szpitalach, domach opieki i domach prywatnych a także przez wychowanie dzieci i młodzieży w ramach katechizacji. Prowadzą przedszkola, placówkę opiekuńczo-wychowawczą, dom samotnej matki i zawodową niespokrewnioną z dzieckiem rodzinę zastępczą. Podejmują również pracę parafialną jako pielęgniarki środowiskowe i opiekunki chorych, organistki, zakrystianki i kancelistki. 

## Godło Zakonu
Jako godło dla swego zakonu o. Gwidon przyjął podwójny krzyż o dwunastu rozgałęzieniach, który symbolizował Trójcę Świętą, a rozgałęzienia miały wskazywać na dwanaście owoców Ducha Świętego, którymi powinna żyć wspólnota zakonna.

## Domy zakonne

Siostry kanoniczki Ducha Świętego

- Polska: Kraków ul. Szpitalna – dom generalny[5], Kraków ul. Lotnicza, Leżajsk – dom nowicjatu, Pacanów[6], Proszowice, Warszawa, Częstochowa, Lublin, Gdańsk, Mrowla, Busko-Zdrój, Czaniec, Chmielnik, Międzybrodzie Bialskie, Ustka, Sułoszowa[7]
- Ukraina: Pisarówka[7]
- Włochy: Rzym[7]
- Afryka: Burundi: Gatara, Buraniro, Bużumbura[7]

## Jubileusze
- 1975 – Jubileusz 800-lecia istnienia Zakonu Ducha Świętego[8]
- 1998 – Jubileusz 800-lecia zatwierdzenia przez Stolicę Apostolską[8]
- 2008 – „Rok Ojca Gwidona” z racji 800. rocznicy śmierci założyciela[8]
- 2020–  Jubileusz 800 lecia istnienia Zakonu w Polsce[8]